# L'Avenir (navire-école)
Pour les articles homonymes, voir L'Avenir.
L'Avenir, est un quatre-mâts barque qui servit de navire-école belge de 1908 à 1932. Après 24 années de service et autant de voyages autour du globe, il est d'abord vendu à la Finlande en avril 1932 qui le cède à son tour à l'Allemagne en septembre 1937, il est à cette époque rebaptisé Admiral Karpfanger. Il disparaît corps et biens, en 1938 ayant pour la dernière fois signalé sa position, le 1er mars 1938, au sud-est de la Nouvelle-Zélande. Il fut le prédécesseur du trois-mâts barquentin, le Mercator.

## Historique
Le 19 avril 1906, le navire-école, Comte de Smet de Naeyer sombre dans le Golfe de Gascogne, emportant avec lui, 33 membres d'équipage dont 18 cadets et le capitaine, le premier officier et l'aumônier restés sur le pont. Sur les 59 hommes à bord, seuls 26 survivants purent être dénombrés. L'Association maritime belge souhaite acquérir un nouveau navire-école pour le remplacer. Elle en confie la construction au chantier naval allemand Rickmers Reismuhler Rhederei und Schiffenbau.

### L'Avenir
Le nouveau navire est un quatre-mâts barque doté d'une coque en acier baptisé L'Avenir. Il est lancé le 2 mai 1908. Son voyage inaugural se déroule du 20 août 1908	au 30 mai 1909. C'est un Allemand qui fut autorisé par la compagnie maritime Norddeutscher Lloyd à prendre le commandement du navire, le commandant Emil Zander. En effet, l'assureur avait refusé de couvrir les risques si, d'aventure, l'on y employât un capitaine belge. La Chambre des représentants s'en était indignée mais, connaissant ces circonstances, ne s'y opposa finalement pas.
L'Association marine belge, se sentant mise devant un fait accompli, interpelle directement le commandant:« Veuillez permettre à vos confrères de Belgique de venir faire appel à vos sentiments de bonne confraternité. Lorsque vous avez accepté le commandement du navire-école belge, vous n'avez probablement pas pensé que, en le faisant, vous alliez contribuer à faire un affront à tout le corps des officiers de marine belges. II aura suffi, pensons-nous, d'attirer votre attention sur ce fait pour que vous ne vouliez pas vous y prêter. »
Rien n'y fit. Le commandant prit donc ses fonctions pour quatre années, secondé du capitaine belge Zellien. Un jeune aumônier est chargé de remplacer son prédécesseur disparu en mer sur le Comte de Smet de Naeyer, il s'agit de Ghislain Walravens, désigné par le Cardinal Mercier. Il est alors âgé de 27 ans. Il y restera 4 années mais quittera sa fonction sans regret tant le caractère, décrié par l'ensemble de l'équipage et couvert par le capitaine, du premier officier - également allemand - était ombrageux. Ghislain Walravens s'illustrera lors du premier conflit mondial en mettant sur pied, à la demande des britanniques, le réseau de renseignement Biscops.
En avril 1932, après 24 voyages, plusieurs tours du monde, et des centaines de cadets formés en 24 années de navigation, l'Association marine belge le vend à Gustaf Erikson (en), l'armateur finlandais. Erikson n'en change pas le nom et en fait le navire amiral de sa flotte commerciale. Outre le fret, il y aménage 20 cabines pour y accueillir des touristes. Le pianiste Percy Grainger et sont épouse feront ainsi une croisière à son bord. Le 6 août 1937, L'Avenir est revendu à l'armateur Hamburg America Line qui le restaure dans ses fonctions de navire-école et le rebaptise Admiral Karpfanger.
| \| Port Germain 1 2 \| |
| L'Admiral Karpfanger appareille le 8 février 1938. (1) Dernière position connue du navire-école, transmise le 1er mars 1938. (2) Baie Windhond à proximité du Cap Horn où furent découverts des restes du navire-école en octobre 1938. |
| Port Germain 1 2 |

### Le naufrage de L'Admiral Karpfanger

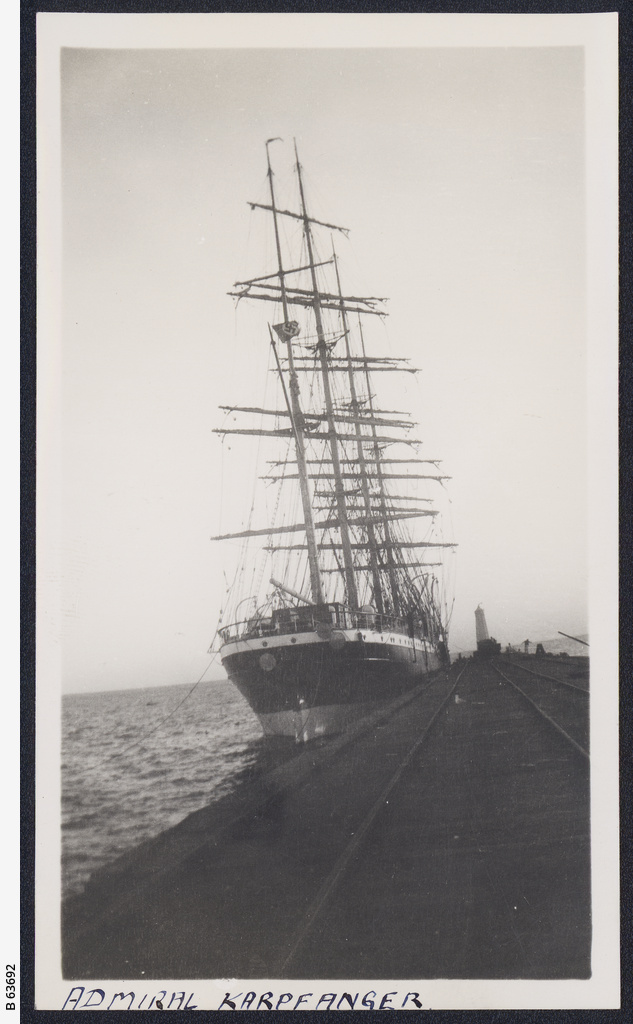
L'Admiral Karpfanger dans le port Germain en janvier 1938. Il arbore les couleurs du Troisième Reich allemand.

Le navire-école, L'Admiral Karpfanger, effectue son premier voyage fin 1937 qui doit lui permettre de rallier l'Australie. Le voyage aller se déroule sans encombre. Le 8 février 1938, le navire entame son voyage retour en quittant Port Germain (en) en Australie-Méridionale, à son bord, il transporte 42 549 sacs de blé (3 500 tonnes). Soixante hommes sont à bord, 27 membres d'équipage et 33 cadets âgés de 15 à 18 ans. Le navire, fraîchement rénové, est en parfait état, seul le générateur du radiotélégraphe se montre récalcitrant, le capitaine, Reinhold Walker, en informe Hambourg avant son départ.
Le 1er mars 1938, le navire-école parvient à signaler sa position. Il est au sud-est de la Nouvelle-Zélande et fait route vers le cap Horn. Le 4 et le 9 mars, L'Avenir échange des télégrammes commerciaux avec la compagnie de Hambourg, le 12, le capitaine Walker télégraphie que tout va bien à bord et qu'il donnera sa position le 16. Ce fut le dernier contact. La Hamburg America Line ne s'inquiète pas outre mesure, pense à une avarie de la radio. Le mois d'avril s'écoule dans cette expectative de voir resurgir L'Avenir. Aucun bateau ne signale toutefois avoir croisé le quatre-mâts ou avoir capté ses signaux radio. Fin mai, il devrait arriver dans le golfe de Gascogne, on scrute, on interroge mais le navire reste introuvable,.
Peut-être a-t-il connu une avarie sévère et mouille-t-il quelque part dans l'Atlantique sud ? En juillet 1938, la Hamburg America Line demande au Leuna de refaire l'itinéraire qu'a dû emprunter le voilier… Toujours rien.
En septembre 1938, un remorqueur chilien, le Galvarino appareille depuis Valparaíso pour partir à la recherche du navire disparu. Il croise dans la région du cap Horn du 10 au 21 octobre 1938. 
| \| 2 \|                                                       |
| (2) La baie Windhond, sur l'île Navarino au nord du cap Horn. |
| 2                                                             |

Le Bahia Blanca arpente également la Patagonie et la Terre de Feu. Le Galvarino ayant, une fois de plus fait halte à Ushuaïa pour charbonner, entame son ultime voyage de recherche, le capitaine étant sur le point de se résoudre à abandonner. Le remorqueur sillonne les baies au nord du cap Horn connues pour être le réceptacle de débris de navires et même, comme on le racontait à l'époque à propos du Marlborough qui aurait été retrouvé en 1913, 23 années après son départ, de navires entiers partis à la dérive.
Le Galvarino décide de mouiller dans une anse, la baie Windhond située au sud de l'île Navarino, des matelots se rendent à terre en chaloupe pour fouiller les multiples débris de bateaux qui jonchent le sol. L'un d'entre eux trouve une pancarte avec une inscription en allemand Kapitäne u. Offiziere, Capitaines et officiers. Le fabricant, responsable du réaménagement du voilier en navire-école en 1937, identifie formellement le panneau qui était placé sur la porte du carré des officiers.
On mit à l'étude les carnets de bord des différents vaisseaux croisant dans les parages du cap Horn à l'époque de la disparition du voilier, comme celui du Durham qui avait signalé d'imposants icebergs faisant plusieurs centaines de mètres de long en train de dériver au gré des courants. Le cap-hornier a peut-être croisé la route, de nuit, de l'un de ces mastodontes et sombrer rapidement, nul ne le saura jamais,.

## Commandants

### L'Avenir (pavillon belge)
- De 1908 à 1912 Capitaine-commandant Emil Zander
- De 1912 à 1913 Capitaine-commandant H. Jacobs
- De 1913 à 1914 Capitaine-commandant E. Cornelis
- De 1915 à 1916 Capitaine-commandant E. Audenaerde
- De 1916 à 1919 Capitaine-commandant A. Lauwereins
- De 1919 à 1919 Capitaine-commandant D. Williams
- De 1919 à 1919 Capitaine-commandant S. Gonthier
- De 1919 à 1920 Capitaine-commandant Julius Meulemeester.
- De 1921 à 1924 Capitaine-commandant W. Wenmaeckers
- De 1924 à 1925 Capitaine-commandant Julius Meulemeester.
- De 1925 à 1926 Capitaine-commandant O. Lemaitre
- De 1927 à 1932 Capitaine-commandant Remy Van de Sande (futur commandant du Mercator[10]).

### L'Avenir (pavillon finlandais)
D'avril 1932 à août 1937.

### L'Admiral Karpfanger (pavillon allemand)
- De 1937 à 1938 Capitaine commandant Reinhold Walker

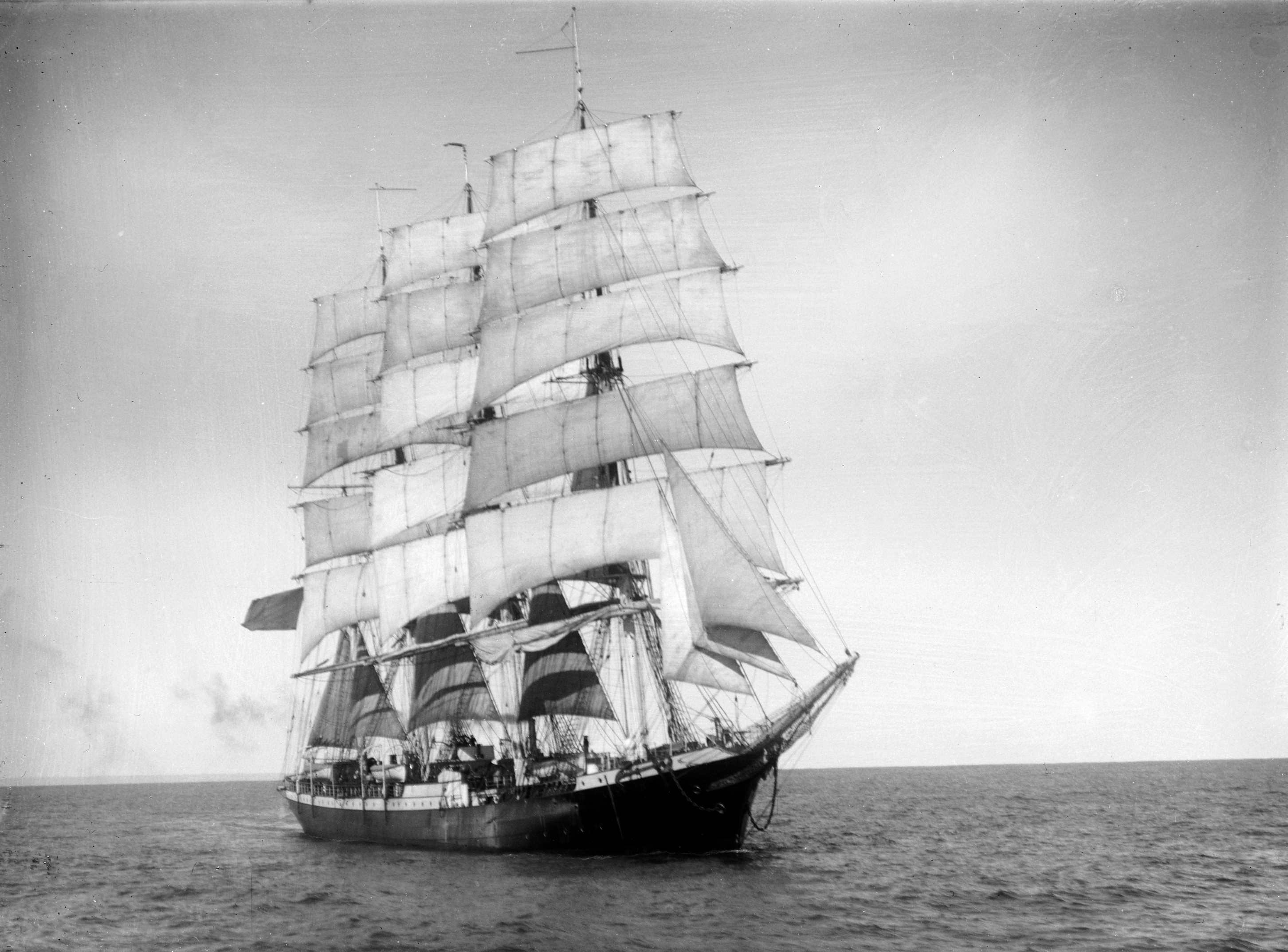
Son gréement typique d'un quatre-mâts barque (le mât arrière ou mât de barque n'est pas visible sur ce cliché - les grand-voiles et la misaine ne sont pas hissées).

## Expéditions de L'Avenir
| #            | Départ | Départ            | Arrivée | Arrivée            |
| ------------ | --- | ----------------- | ------- | ------------------ |
| Voyage no 1  | du | 20 août 1908      | au      | 30 mai 1909        |
| Voyage no 1  | Anvers - Funchal - Rio de Janeiro - Port-Natal - Adelaide - Wallaroo - Falmouth - Anvers.                                                                                       |                   |         |                    |
| Voyage no 2  | du | 7 août 1909       | au      | 8 janvier 1911     |
| Voyage no 2  | Anvers - Funchal - Montevideo - Adelaide - Newcastle - Honolulu - San Francisco - Port Costa - San Francisco - Sunderland.                                                      |                   |         |                    |
| Voyage no 3  | du | 9 mars 1911       | au      | 30 septembre 1911  |
| Voyage no 3  | Sunderland - Montevideo - Falmouth - Port Talbot. |                   |         |                    |
| Voyage no 4  | du | 4 octobre 1911    | au      | 19 avril 1912      |
| Voyage no 4  | Port Talbot - Antofagasta - Anvers. |                   |         |                    |
| Voyage no 5  | du | 10 juillet 1912   | au      | 30 juin 1913       |
| Voyage no 5  | Anvers - Frederickstad - Melbourne - Queenstown - Falmouth - Le Havre - Gand - Anvers.                                                                                          |                   |         |                    |
| Voyage no 6  | du | 26 juillet 1913   | au      | 4 mai 1915         |
| Voyage no 6  | Anvers - Frederikstad - Porte Grande - Melbourne - Sainte-Hélène - Falmouth - Le Havre.                                                                                         |                   |         |                    |
| Voyage no 7  | du | 4 mai 1915        | au      | 22 septembre 1916  |
| Voyage no 7  | Le Havre - New York - Melbourne - Durban - Falmouth - Liverpool - Birkenhead.                                                                                                   |                   |         |                    |
| Voyage no 8  | du | 21 décembre 1916  | au      | 7 janvier 1918     |
| Voyage no 8  | Queenstown - New York - Melbourne - Seattle. |                   |         |                    |
| Voyage no 9  | du | 22 avril 1918     | au      | 8 février 1919     |
| Voyage no 9  | Seattle - Manille - Hong Kong - San Francisco. |                   |         |                    |
| Voyage no 10 | du | 5 mai 1919        | au      | 26 novembre 1919   |
| Voyage no 10 | San Francisco - Baie de Tous les Saints - Ipswich - Anvers. |                   |         |                    |
| Voyage no 11 | du | 11 mars 1920      | au      | 5 octobre 1920     |
| Voyage no 11 | Anvers - Bahía Blanca - Hull - Anvers. |                   |         |                    |
| Voyage no 12 | du | 23 mars 1921      | au      | 14 octobre 1921    |
| Voyage no 12 | Anvers - Buenos Aires - Hull - Anvers. |                   |         |                    |
| Voyage no 13 | du | 28 mars 1922      | au      | 1er octobre 1922   |
| Voyage no 13 | Anvers - Buenos Aires - Anvers. |                   |         |                    |
| Voyage no 14 | du | 10 janvier 1923   | au      | 26 avril 1924      |
| Voyage no 14 | Anvers - Fremantle - Bunbury - Durban - Anvers. |                   |         |                    |
| Voyage no 15 | du | 7 août 1924       | au      | 6 décembre 1924    |
| Voyage no 15 | Anvers - Tampa - Anvers. |                   |         |                    |
| Voyage no 16 | du | 12 février 1925   | au      | 5 juillet 1925     |
| Voyage no 16 | Anvers - Tampa - Anvers. |                   |         |                    |
| Voyage no 17 | du | 19 octobre 1925   | au      | 1er septembre 1926 |
| Voyage no 17 | Anvers - Dakar - Melbourne - Geelong - Falmouth - Le Havre (le voyage des trois caps).                                                                                          |                   |         |                    |
| Voyage no 18 | du | 19 décembre 1926  | au      | 22 mai 1927        |
| Voyage no 18 | Le Havre - Buenos Aires - Anvers. |                   |         |                    |
| Voyage no 19 | du | 18 septembre 1927 | au      | 8 avril 1928       |
| Voyage no 19 | Anvers - Tampa - Key West - Charleston - Delfzijl - Anvers. |                   |         |                    |
| Voyage no 20 | du | 3 novembre 1928   | au      | 6 avril 1929       |
| Voyage no 20 | Anvers - Fort-de-France - Tampa - Pernis - Anvers. |                   |         |                    |
| Voyage no 21 | du | 16 juin 1929      | au      | 18 novembre 1929   |
| Voyage no 21 | Anvers - Charleston - Fernandina - Malmö - Helsingborg - Anvers. |                   |         |                    |
| Voyage no 22 | du | 11 mars 1930      | au      | 8 août 1930        |
| Voyage no 22 | Anvers - Buenos Aires - Anvers. |                   |         |                    |
| Voyage no 23 | du | 25 octobre 1930   | au      | 23 avril 1931      |
| Voyage no 23 | Anvers - Fort-de-France - La Guaira - Puerto Cabello - Fernandina - Gand - Anvers.                                                                                              |                   |         |                    |
| Voyage no 24 | du | 18 août 1931      | au      | 30 mars 1932       |
| Voyage no 24 | Anvers - Casablanca - Funchal - Tenerife - Saint-Vincent - Dakar - Saint-Vincent - Bridgetown - Fort-de-France - Basse-Terre - Fort-de-France - Fernandina - Queenstown - Gand. |                   |         |                    |